# 나의 영도자 - 아돌프 히틀러에 관한 진실
나의 영도자 - 아돌프 히틀러에 관한 진실(Mein Fuhrer - Die Wirklich Wahrste Wahrheit Uber Adolf Hitler)은 독일에서 제작된 다니 레비 감독의 2007년 코미디, 드라마, 전쟁 영화이다. 헬게 슈나이더 등이 주연으로 출연하였고 스테판 안드트 등이 제작에 참여하였다.

## 출연

### 주연
- 헬게 슈나이더
- 울리히 뮤흐

### 조연
- 실베스터 그로스
- 애드리아나 엘타라스
- 스테판 커트
- 얼리치 노던
- 톨스턴 미카엘리스
- 라스 루돌프
- 볼프강 베커
- 베른 스테그만

## 제작진
- Line PD: 마르코스 칸티스
- 의상: 니콜 피쉬놀러